# Smith Flyer

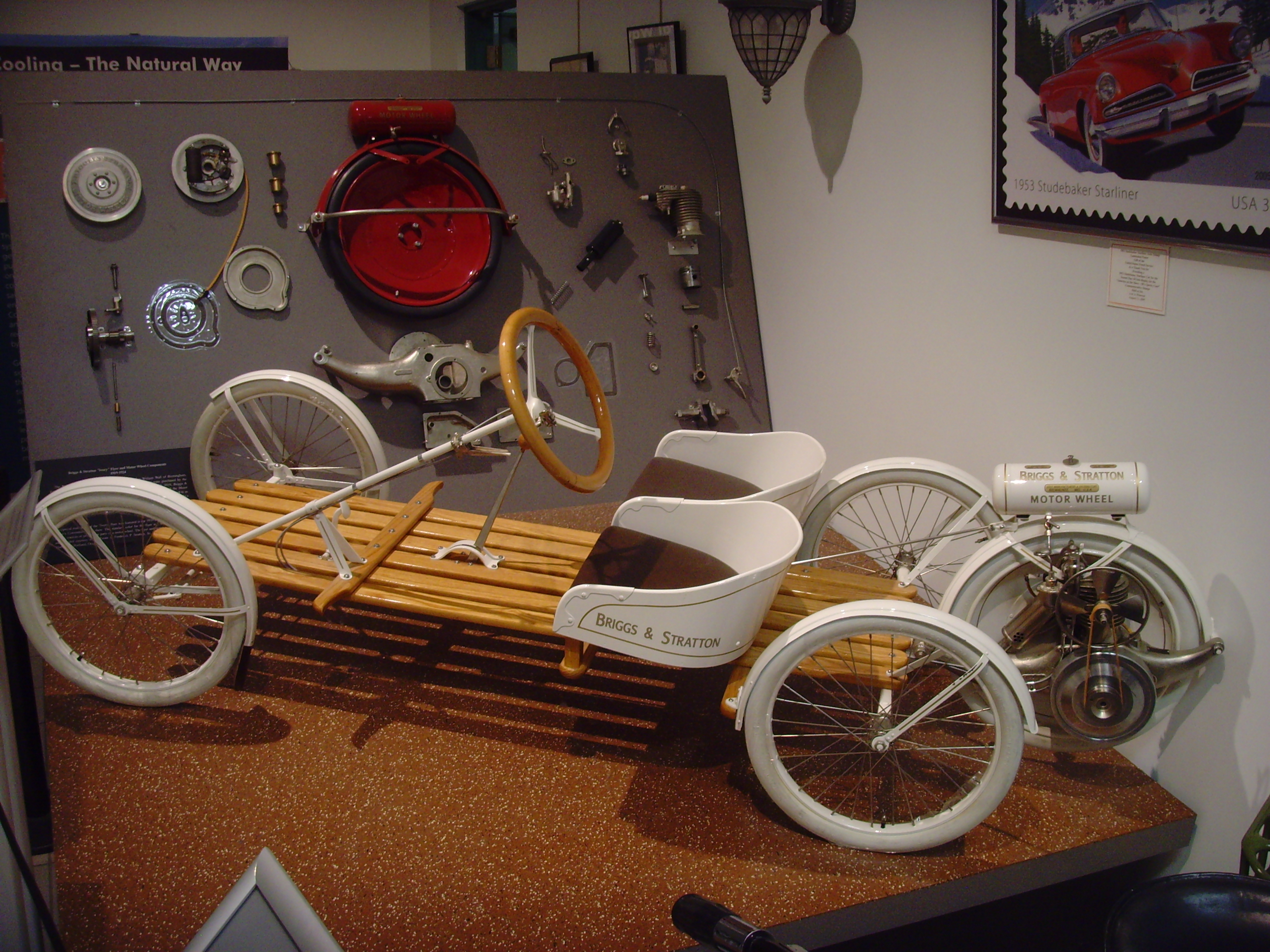
Smith Flyer

Smith Flyer foi um automóvel dos Estados Unidos, produzido de 1916 a 1919 pela A. O. Smith Company em Milwaukee, Wisconsin. Depois os direitos de produção foram vendidos para a Briggs & Stratton e o automóvel foi rebatizado como Briggs & Stratton Flyer.

## Descrição

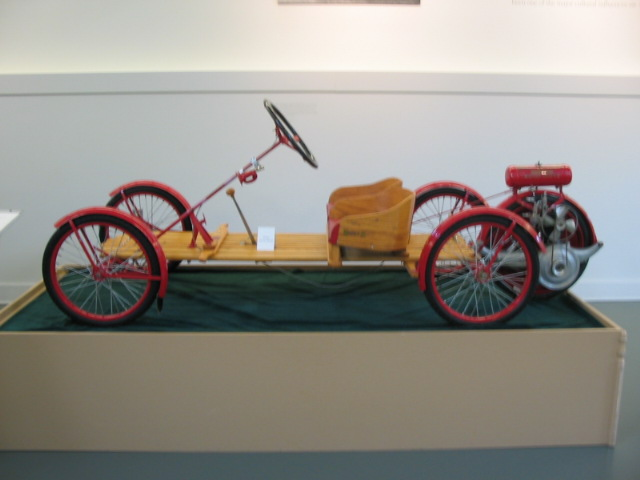
Smith Flyer

O Smith Flyer era um veículo pequeno, simples e leve com dois assentos e uma estrutura de madeira que era tanto chassi quanto estrutura. O pequeno motor a gasolina era montado em uma quinta roda, que estava presa na traseira e o empurrava para a frente. A distância entre eixos era de 1.575 mm, as rodas tinham 20 polegadas de diâmetro e a largura do veículo era de 762 mm. Como o motor foi montado diretamente na quinta roda, sua partida era feita com a roda ligeiramente levantada. Quando o motor entrava em funcionamento o motorista abaixava a roda com uma alavanca e o veículo começava a se mover para a frente. Em vez das rodas, o carro também podia ser equipado com esquis para o inverno. Em ambos os casos a velocidade máxima era de 40 a 48 km/h.
Em 1918 a Briggs & Stratton comprou os direitos de produção e produziu tanto o volante quanto o Flyer em seu próprio nome. O novo proprietário melhorou o motor de várias maneiras; ampliou o diâmetro do cilindro e equipou a ignição com um ímã volante.
Em 1925 os direitos de produção da Flyer foram repassados para a Automotive Electric Services Corporation (AESC). Esta empresa produziu o Flyer até não haver mais motores e depois o substituiu por uma versão com acionamento elétrico. O motor utilizado foi o arranque de um carro Dodge , que foi montado em conjunto com a bateria na parte traseira do veículo e passou a potência por meio de correia de transmissão para a roda traseira direita. A produção continuou pelo menos até 1928.

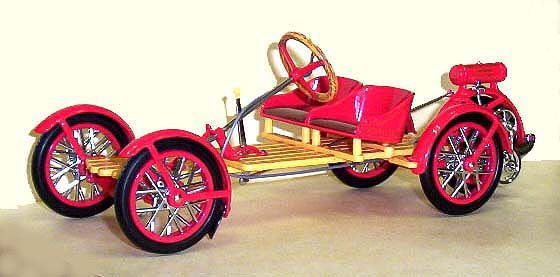
Briggs & Stratton Flyer

Quase todos os Flyer foram pintados de vermelho, por isso comumente chamados de "Red Bug" (pulga vermelha). O Flyer é mencionado no Guinness World Records como o carro mais barato já comercializado. Afirma que o Flyer da Briggs & Stratton custava em 1922 entre US$ 125 e US$ 150.

## Modelos
| Marca                | Modelo       | Período de construção | Cilindros | Potência        | Distância entre eixos | Construções      | Observações                                |
| -------------------- | ------------ | --------------------- | --------- | --------------- | --------------------- | ---------------- | ------------------------------------------ |
| Smith                | Flyer        | 1916–1919             | 1         |                 | 1575 mm               | Roadster 2 Sitze |                                            |
| Briggs & Stratton    | Flyer D      | 1919–1920             | 1         | 2 bhp (1,5 kW)  | 1575 mm               | Roadster 2 Sitze |                                            |
| Briggs & Stratton    | Red Bug D    | 1921–1923             | 1         | 2 bhp (1,5 kW)  | 1575 mm               | Roadster 2 Sitze |                                            |
| AESC                 | Auto Red Bug | 1923–1925             | 1         | 2 bhp (1,5 kW)  | 1575 mm               | Roadster 2 Sitze | ungefähre Bauzeit                          |
| AESC                 | Electric     | 1925-ca. 1928         | -         |                 | 1575 mm               | Roadster 2 Sitze | Auto-Anlasser als Motor; ungefähre Bauzeit |
| Banner Boy Buckboard |              | 1958                  | 1         | 2,75 bhp (2 kW) | 1575 mm               | Roadster 2 Sitze | Nachbau                                    |